# Рио Кане (Болоња)
Рио Кане (итал. Rio Canè) је насеље у Италији у округу Болоња, региону Емилија-Ромања.
Према процени из 2011. у насељу је живело 52 становника. Насеље се налази на надморској висини од 184 м.